# Karl von Staudt
Karl Georg Christian von Staudt (Rothenburg ob der Tauber, 24 de enero de 1798-Erlangen, 1 de junio de 1867) fue un matemático alemán conocido por su trabajo en geometría.

## Biografía
La familia de von Staudt pertenecía a la nobleza de la ciudad libre de Rothenburg (no se incorporó a Baviera hasta 1802) en la que siempre habían desempeñado cargos administrativos y políticos. A pesar de que sus padres querían que hiciera carrera en leyes o en comercio, el joven von Staudt se sentía inclinado por las matemáticas. Tras cursar sus estudios secundarios en Ansbach permaneció en esta ciudad un tiempo tomando clases de matemáticas.
En 1819 ingresó en la Universidad de Gotinga donde recibió clases de Gauss. En 1822 obtuvo el doctorado en la Universidad de Erlangen por los trabajos astronómicos que había realizado bajo la dirección de Gauss. Después de trabajar como profesor de secundaria en institutos de Würzburg y Nuremberg, en 1832 fue nombrado profesor de la Universidad de Erlangen, cargo que mantuvo hasta su fallecimiento.
Aunque von Staudt es recordado por un teorema en teoría de números, el teorema de von Staudt-Clausen sobre los denominadores de los números de Bernoulli, sus trabajos más influyentes fueron en geometría. De hecho, se le considera el primero en querer separar las propiedades métricas de las figuras de sus propiedades descriptivas. En su libro Geometrie der Lage (Geometría de posición, Nuremberg, 1847) explica su teoría de forma sumamente estricta. Von Staudt entendía que la geometría de posición era una geometría proyectiva pura, mucho más fundamental que otras formas de geometría al estar libre de cualquier consideración métrica o de medida. Entre 1856 y 1860 se publicaron los tres volúmenes con los que amplió su obra: Beiträge zur Geometrie der Lage (Contribuciones a la geometría de posición).

## Eponimia
El asteroide (30417) Staudt fue llamado así por este matemático.